# 库尔萨克
库尔萨克（法語：Coursac，法語發音：[kuʁsak]）是法国多尔多涅省的一个市镇，属于佩里格区。

## 地理
库尔萨克（45°7'44"N, 0°38'20"E）面积24.65 平方千米，位于法国新阿基坦大区多爾多涅省，该省份为法国西南部内陆省份，是法國本土面积第三大的省，大致对应佩里戈尔地区，北起顺时针与夏朗德省、上维埃纳省、科雷兹省、洛特省、洛特-加龙省、吉倫特省和滨海夏朗德省接壤。
与库尔萨克接壤的市镇（或旧市镇、城区）包括：伊勒河畔马尔萨克、沙拉尼亚克、库卢尼埃-沙米耶、韦恩河畔芒扎克、蒙特朗、萨尼亚克、塞尔河畔圣保罗、伊勒河畔拉扎克、萨尼亚克圣母镇。

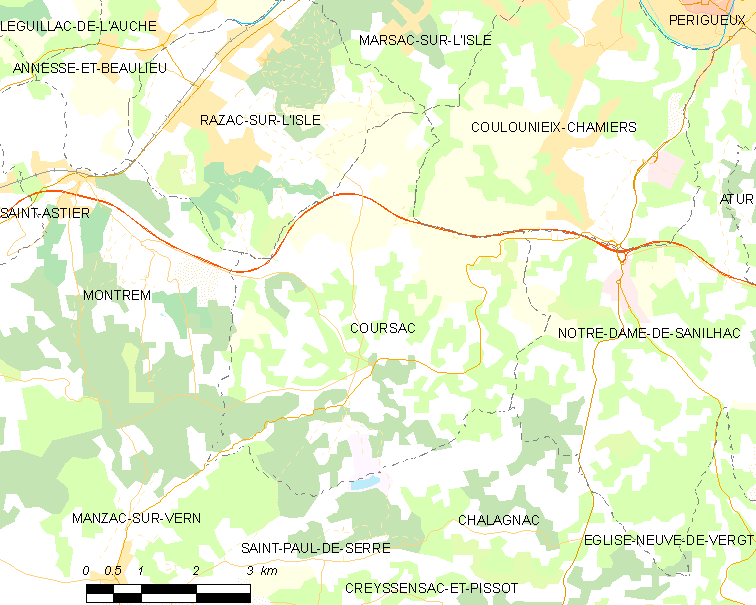
库尔萨克的OSM定位图

库尔萨克的时区为UTC+01:00、UTC+02:00（夏令时）。

## 行政
库尔萨克的邮政编码为24430，INSEE市镇编码为24139。

## 政治
库尔萨克所属的省级选区为圣阿斯捷县。

## 人口

1962-2008年间库尔萨克人口变化图示

库尔萨克于2022年1月1日时的人口数量为2326人。